# 藤原超子
藤原 超子（ふじわら の ちょうし/とおこ、天暦8年（954年）頃 - 天元5年1月28日（982年2月24日））は、平安時代中期の女性。冷泉天皇の女御となり後の三条天皇を産んだが、その即位を見ることなく早世した。贈皇太后。藤原兼家の長女。母は藤原中正の女・時姫。同母兄弟妹に道隆・道兼・道長・詮子（東三条院）がいる。

## 生涯
安和元年（968年）御匣殿別当として冷泉天皇の後宮に入内。同年女御の宣旨を受け、従四位下に叙される。超子の入内時、父兼家はまだ蔵人頭であり、これが公卿ではない人物の娘が女御宣下を受けた初例となった。翌安和2年（969年）冷泉天皇譲位。その後に居貞親王（三条天皇）・為尊親王・敦道親王・光子内親王の三男一女を産む。
のち従四位上に進むが、天元5年（982年）急死。庚申待の明け方、脇息に寄りかかったまま眠るようにしていつの間にか息絶えていたという。超子の卒去後、兼家一門では庚申の催しを行うことはなかったという。
宇治木幡（現在の京都府宇治市木幡）の宇治陵に葬られる。寛弘8年（1011年）所生の三条天皇即位により皇太后を追贈された。